# Antidiareic

Loperamidul (Imodium) este un antidiareic.

Un antidiareic este un medicament utilizat în tratamentul simptomatic al diareei. Acestea sunt folosite așadar în diareea acută și acționează prin scăderea motilității intestinale, mecanism de adsorbție sau prin modificarea transportului de fluide și electroliți.

## Tipuri
Principalele tipuri de antidiareice sunt:
- Medicamente care scad motilitatea intestinală: difenoxilat, loperamidă
- Medicamente adsorbante: hidroxid de aluminiu, metilceluloză
- Medicamente care modifică transportul fluidelor și electroliților: subsalicilat de bismut
- Altele: electroliți, săruri de rehidratare, anticolinergice, opioide.